# Церковь Одигитрии (Ростов Великий)

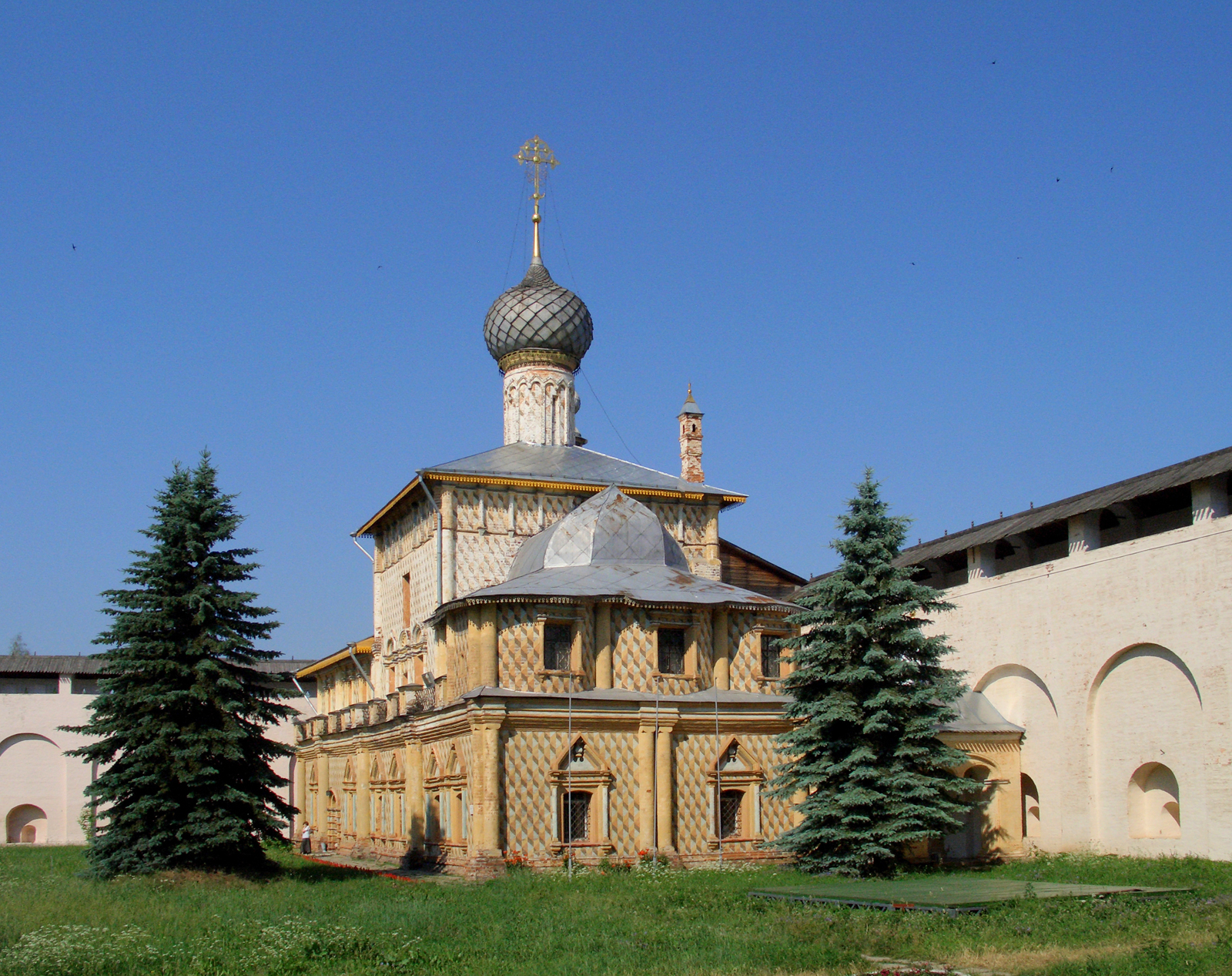

Це́рковь Одиги́трии — недействующий православный храм в городе Ростове Великом, одна из церквей на Ростовском архиерейском дворе (кремле). Построена в стиле московского барокко в 1692—1693 годах, чуть позже, чем другие здания ансамбля Архиерейского двора, при преемнике Ионы Сысоевича митрополите Иоасафе. Последнее по времени самостоятельное сооружение Архиерейского двора.

## Описание
Церковь расположена в северо-западном углу Ростовского кремля и примыкает к стене, окружающий двор. Она строилась, когда стены кремля уже были завершены. Церковь прямоугольная в плане (вытянута с востока на запад) и двухэтажная. Лишь верхний этаж использовался как церковь. По периметру второго этажа проходит открытый балкон, что существенным образом отличает церковь Одигитрии от других храмов Ростова, в которых обустроены галереи. Внешние стены раскрашены под так называемый бриллиантовый руст, издали создающим ощущение рельефа. Раскраска была произведена много позже строительства церкви.
Интерьер церкви существенно отличается от других ростовских зданий. На сводах и стенах церкви Одигитрии выполнено в общей сложности 20 лепных картушей необычной формы. Сразу после постройки картуши были расписаны. Ко второй половине XIX века, когда ростовский Архиерейский двор пребывал в упадке, состояние росписей существенно ухудшилось, и в 1912 году, к приезду Николая II в Ростов, они были поновлены. Затем, между 1920 и 1950 годами, стены церкви вместе с картушами были побелены, и росписи, соответственно, сильно повреждены. В 2001—2003 годах они были открыты, проведена их реставрация.
Строение церкви в разные периоды использовали по-разному. Так, во исполнение распоряжения Совета министров РСФСР 1966 года о создании в Ростовском кремле Международного лагеря «Ростов Великий» (ММЦ «Спутник»), церковь Одигитрии в числе четырёх объектов передана лагерю. С 1966 года, когда лагерь прекратил свою деятельность, здание церкви перешло в ведение Ростовского музея-заповедника. С 2009 года на втором её этаже открылась музейная экспозиция «Сияет золото и лазурь», на первом этаже располагается администрация музея.